# Руково
Руково — деревня в Себежском районе Псковской области России. Входит в состав городского поселения Идрица. В 2017 году проживали 11 человек. Известна как дворянская усадьба драматурга Дениса Ивановича Фонвизина (1745—1792).

## География
Находится на юго-западе региона, в восточной части района, двумя кварталами вдоль местной автодороги, в лесной местности около озера Большое Олбито и реки Нищанка.
Уличная сеть не развита.

## Климат
умеренно-континентальный влажный.
Величина суммарной солнечной радиации достигает 78-88 ккал на 1 см² в год. Относительно большая облачность в течение года значительно уменьшает продолжительность солнечного сияния, которое составляет в среднем около 1700 часов в год (то есть около 40 % от возможной продолжительности за этот период для данных широт).
Среднегодовая температура воздуха составляет +4,8 С. Наиболее холодным месяцем является январь со среднемесячной температурой −7,5 С. Самый жаркий месяц — июль со среднемесячной температурой +17,4 С. За год выпадает в среднем 602 мм осадков, причем основная часть в теплый период с апреля по октябрь — 425 мм. Средняя относительная влажность воздуха наиболее холодного месяца — 84 %, наиболее теплого — 77 %, среднегодовая относительная влажность воздуха около 80 %. Снежный покров появляется во второй декаде ноября, сходит — в первой декаде апреля. Высота снежного покрова не превышает 24 см.

## История
В Рыково (таково прежнее название Руково) находилось имение Дениса Ивановича Фонвизина — драматурга, сатирика, автора комедии «Недоросль». Имение Рыково и фольварк Тележники были подарены ему начальником иностранной коллегии Н. И. Паниным в 1774 г. за усердную службу с 1180 душами крестьян.
В деревне Рыково в конце 18 века размещались барский дом, окружённый парком площадью 2,5 гектара, и корчма. На карте XIX века обозначена как «Господ. д. Рыково». В годы советской власти на месте усадьбы был построен скотный двор.
В 1941—1944 гг. местность находилась под фашистской оккупацией войсками Гитлеровской Германии.
До 1995 года деревня входила в Бояриновский сельсовет. После его преобразования, согласно Постановлению Псковского областного Собрания депутатов от 26 января 1995 года, деревня стала частью Бояриновской волости.
В 2015 году Бояриновская волость, вместе с Руково и другими населёнными пунктами, была влита в состав городского поселения Идрица.

## Население
| 2001 | 2002 | 2010 |
| ---- | ---- | ---- |
| 34   | ↘31  | ↘14  |

### Национальный состав
Согласно результатам переписи 2002 года, в национальной структуре населения русские составляли 91 % от общей численности в 31 человека.

## Известные уроженцы, жители
Руково неоднократно посещал Д. И. Фонвизин.

## Инфраструктура
Личное подсобное хозяйство.
Сохранилась частично усадьба Фонвизиных: парк с зарастающим прудом. В парке три липовые аллеи; деревья — современниками Д. И. Фонвизина, есть трёхсотлетний дуб.

## Транспорт
Автомобильная дорога общего пользования местного значения «Руково — Метищи» (идентификационный номер 58-254-805 ОП МП 58Н-070), протяжённостью 6 км.
Деревня также доступна по просёлочным дорогам.